# ARCI
L'ARCI , sigle de l'« Associazione ricreativa e culturale italiana » (litt. « Association italienne de loisirs et de culture »), est une association italienne de promotion sociale proche de la gauche antifasciste, fondée à Florence le 26 mai 1957. 
Son siège national est actuellement à Rome, et sa présidente actuelle est Francesca Chiavacci, élue le 14 juin 2014.   

## Activités
L'association a ses racines dans l'histoire du mutualisme et de la solidarité italiennes et représente la continuité historique et politique avec l'ARCI fondée à Florence le 26 mai 1957. 

## Adhérents
Elle compte 1 115 002 adhérents, répartis dans 4 867 clubs ou associations locales qui traitent de divers sujets : culture (art, cinéma / vidéo, littérature / poésie, musique, théâtre / danse), tourisme, droits, engagement social, fonction publique et solidarité internationale.

## Présidents nationaux
- Alberto Jacometti (1957 - 1971)
- Arrigo Morandi (1971- 1979)
- Enrico Menduni (1979- 1983)
- Rino Serri (de 1983 à 1989)
- Giampiero Rasimelli (1989- 1997)
- Tom Benetollo (de 1997 à 2004)
- Paul Patrimoine (2004- 2014)
- Francesca Chiavacci (2014 - en fonction)